# Аламо (Індіана)
Аламо (англ. Alamo) — місто (англ. town) в США, в окрузі Монтгомері штату Індіана. Населення — 66 осіб (2010).

## Географія
Аламо розташоване за координатами 39°59′1″ пн. ш. 87°3′19″ зх. д. / 39.98361° пн. ш. 87.05528° зх. д. (39.983498, -87.055375).  За даними Бюро перепису населення США в 2010 році місто мало площу 0,17 км², уся площа — суходіл.

## Демографія
Згідно з переписом 2010 року, у місті мешкало 66 осіб у 26 домогосподарствах у складі 17 родин. Густота населення становила 379 осіб/км².  Було 39 помешкань (224/км²).
Расовий склад населення:
| - 89,4 % — білих - 3,0 % — корінних американців - 6,1 % — осіб інших рас |

До двох чи більше рас належало 1,5 %. Частка іспаномовних становила 6,1 % від усіх жителів.
За віковим діапазоном населення розподілялося таким чином: 24,2 % — особи молодші 18 років, 65,2 % — особи у віці 18—64 років, 10,6 % — особи у віці 65 років та старші. Медіана віку мешканця становила 36,7 року. На 100 осіб жіночої статі у місті припадало 83,3 чоловіків;  на 100 жінок у віці від 18 років та старших — 100,0 чоловіків також старших 18 років.
За межею бідності перебувало 17,0 % осіб, у тому числі 0,0 % дітей у віці до 18 років та 0,0 % осіб у віці 65 років та старших.
Цивільне працевлаштоване населення становило 24 особи. Основні галузі зайнятості: виробництво — 29,2 %, науковці, спеціалісти, менеджери — 25,0 %, роздрібна торгівля — 20,8 %.